# Propontocypris (Ekpontocypris) tumida
Propontocypris (Ekpontocypris) tumida is een mosselkreeftjessoort uit de familie van de Pontocyprididae. De wetenschappelijke naam van de soort is voor het eerst geldig gepubliceerd in 1905 door Scott.